# يوم الراديو

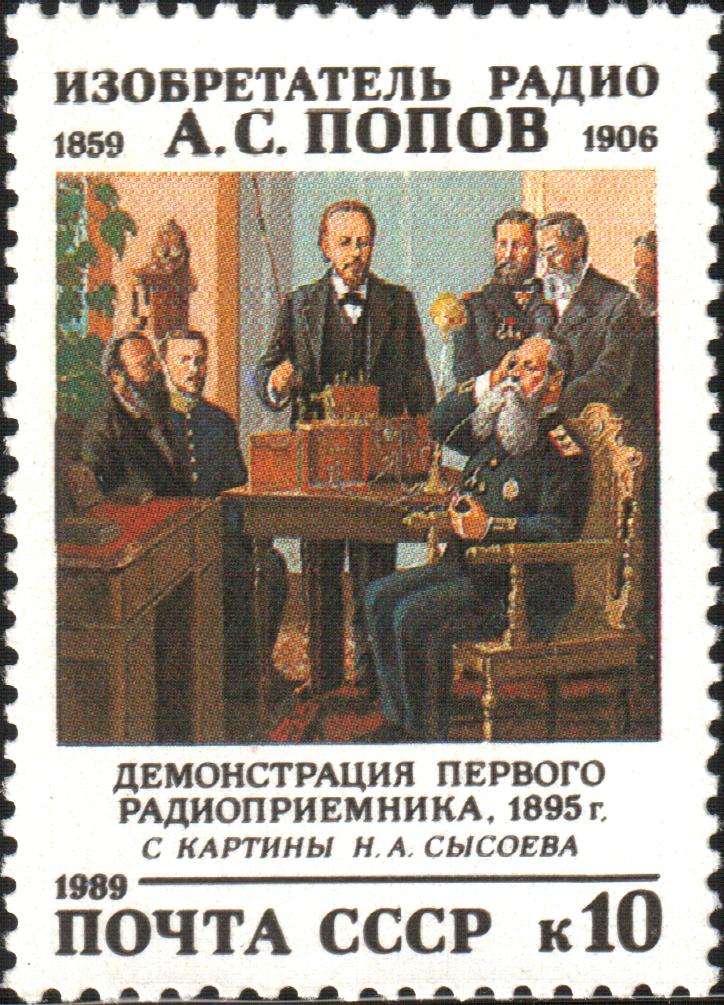
طابع بريدي من اتحاد الجمهوريات الاشتراكية السوفياتية 1989

يوم الراديو (بالروسية: День радио) أو يوم عمال الاتصالات وكما هو معروف رسميا في روسيا باسم يوم الإذاعة والتلفزيون هو يوم للاحتفال بالجهود المبذولة لتطوير الراديو في روسيا. يصادف هذا اليوم أي 7 مايو يوم إعلان ألكساندر بوبوف عن اختراعه، كان ذلك في 7 مايو 1895.